# Yamaha TDM 900
Yamaha TDM 900 je motocykl kategorie sport-touring,  vyvinutý firmou Yamaha, vyráběný od roku 2001, kdy nahradil model TDM 850, proti němuž má novou kapotáž, rám, šestistupňovou převodovku, vstřikování paliva, brzdy z R1, nižší suchou hmotnost a mírně širší pneumatiky.
Motor je desetiventilový dopředu skloněný kapalinou chlazený řadový dvouválec. Motor má 5 ventilů na válec: 3 sací a 2 výfukové.
Ačkoli je TDM příliš objemné a těžké pro off-road, s odpružením s dlouhým zdvihem se hodí i na štěrkové cesty a nově i lesní.

## Technické parametry
- Rám: páteřový z lehkých slitin
- Suchá hmotnost: 193 kg
- Pohotovostní hmotnost: 223 kg
- Maximální rychlost: 200 km/h
- Spotřeba paliva: 5,5–7 l/100 km